# Cynortesta
Cynortesta is een geslacht van hooiwagens uit de familie Cosmetidae.
De wetenschappelijke naam Cynortesta is voor het eerst geldig gepubliceerd door Roewer in 1947. 

## Soorten
Cynortesta omvat de volgende 2 soorten:
- Cynortesta granulata
- Cynortesta laevis